# Pakt der Freien Städte
Der Pakt der Freien Städte ist ein internationales Bündnis von Städten, die sich für liberale, demokratische und rechtsstaatliche Werte sowie gegen Populismus einsetzen. 

## Geschichte
Der Pakt wurde 2019 von den Bürgermeistern der Städte Budapest, Prag, Warschau und Bratislava geschlossen, den Hauptstädten der Visegrád-Gruppe. Ab 2021 öffnete sich das Bündnis für weitere Mitglieder.
Am 16. September 2021 unterzeichneten die Mitglieder die Erklärung des Paktes der Freien Städte.
Am 25. Februar 2022 unterzeichneten die Mitglieder eine Resolution, in der sie „die unprovozierte und dreiste Entscheidung der russischen Regierung, am 24. Februar 2022 in den freien und unabhängigen Staat Ukraine einzumarschieren“ und „die bewaffnete Aggression von Präsident Wladimir Putin gegen die Ukraine“ verurteilten und Vitali Klitschko, den Bürgermeister von Kiew, in den Pakt einluden.

## Organisation

### Struktur
Die Zusammenarbeit erfolgt informell und freiwillig. Der Pakt unterhält kein Sekretariat und erhebt keinen Mitgliedsbeitrag. Die Bürgermeister der jeweiligen Städte sind persönliche Mitglieder des Pakts.

### Mitglieder

#### Seit 2019 (Gründungsmitglieder)
Die Bürgermeister von:
- Budapest (Gergely Karácsony)
- Prag (Zdeněk Hřib)
- Warschau (Rafał Trzaskowski)
- Bratislava (Matúš Vallo)

#### Seit 2021
Weitere 20 Bürgermeister:
- Amsterdam (Femke Halsema)
- Barcelona (Ada Colau)
- Danzig (Aleksandra Dulkiewicz)
- Florenz (Dario Nardella)
- Frankfurt am Main (Peter Feldmann)
- Ljubljana (Zoran Janković)
- London (Sadiq Khan)
- Los Angeles (Eric Garcetti)
- Mannheim (Peter Kurz)
- Neu-Ulm (Katrin Albsteiger)
- Paris (Anne Hidalgo)
- Podgorica (Ivan Vuković)
- Rijeka (Marko Filipović)
- Stuttgart (Frank Nopper)
- Taipeh (Ko Wen-je)
- Taoyuan (Cheng Wen-tsan)
- Tirana (Erion Veliaj)
- Ulm (Martin Ansbacher)
- Wien (Michael Ludwig)
- Zagreb (Tomislav Tomašević)

Außerdem:
- Athen (Kostas Bakogiannis)

#### Seit 2022
Januar 2022:
- Mailand (Giuseppe Sala)
- Rom (Roberto Gualtieri)

September 2022:
- Berlin (Franziska Giffey)
- Brüssel (Philippe Close)
- Hamburg (Peter Tschentscher)
- Kiew (Vitali Klitschko)
- Riga (Mārtiņš Staķis)
- Vilnius (Remigijus Šimašius)

Damit hatte der Pakt 33 Mitglieder.

#### Seit 2023
- München (Dieter Reiter)[6]
- Lwiw (Andrij Sadowyj)[7][8]